# Cantonul Aignay-le-Duc
Cantonul Aignay-le-Duc este un canton din arondismentul Montbard, departamentul Côte-d'Or, regiunea Burgundia, Franța.

## Comune
| Comune                   | Populație (1999) | Cod poștal | Cod INSEE |
| ------------------------ | ---------------- | ---------- | --------- |
| Aignay-le-Duc            | 309              | 21510      | 21004     |
| Beaulieu                 | 34               | 21510      | 21052     |
| Beaunotte                | 21               | 21510      | 21055     |
| Bellenod-sur-Seine       | 77               | 21510      | 21061     |
| Busseaut                 | 57               | 21510      | 21117     |
| Duesme                   | 48               | 21510      | 21235     |
| Échalot                  | 106              | 21510      | 21237     |
| Étalante                 | 122              | 21510      | 21253     |
| Mauvilly                 | 70               | 21510      | 21396     |
| Meulson                  | 39               | 21510      | 21410     |
| Minot                    | 210              | 21510      | 21415     |
| Moitron                  | 61               | 21510      | 21418     |
| Origny                   | 45               | 21510      | 21470     |
| Quemigny-sur-Seine       | 102              | 21510      | 21514     |
| Rochefort-sur-Brévon     | 47               | 21510      | 21526     |
| Saint-Germain-le-Rocheux | 85               | 21510      | 21549     |